# Eunidia opima
Eunidia opima là một loài bọ cánh cứng trong họ Cerambycidae.